# 小行星960
小行星960（960 Birgit）是一颗围绕太阳公转的小行星。
該小行星以瑞典天文學家布羅爾·阿斯普林德（Bror Asplind）的女兒比爾吉特·阿斯普林德（Birgit Asplind）命名。

## 参数
这颗小行星的绝对星等为12.9个天文单位，自转周期为8.85小时。